# Parc de Stora Blecktorn
Le parc de Stora Blecktorn (en suédois : Stora Blecktornsparken) ou Stora Bleckan  est un parc public du quartier de Södermalm à Stockholm en Suède. 

## Description
Stora Blecktornsparken est un parc situé au sud de Lilla Blecktornsparken et délimité à l'ouest par Kanalplan et à l'est par Vintertullstorget. 
Le parc possède de nombreux arbres grands et précieux, en particulier sur la pente montant vers la zone de de Blecktorn. Au sud-ouest se trouve une zone à caractère naturel avec un sentier pédestre à travers les rochers.
La municipalité de Stockholm a aménagé une aire de jeux au milieu du parc avec balançoires et toboggans. Dans le parc il y a aussi des cochons, des moutons et des lapins dans des enclos.

## Histoire
Le parc doit son nom à la malmgård  Stora Blecktornet, construite dans les années 1770 dans la partie ouest du parc. 
Le parc a commencé à être utilisé comme terrain de jeu dans les années 1930. 
En 1985, lorsque le parc de jeux de Lilla Blecktornsparken a été fermé, la construction d'un nouveau parc de jeux à Stora Blecktornsparken a commencé.
Au début des années 1990, le parc a été relié au Tullgårdsparken à l'ouest du stade Hammarby IP (sv), et un escalier a également été construit jusqu'aux maisons de Norra Hammarbyhamnen. Le parc a été rénové en 2013.

## Galerie

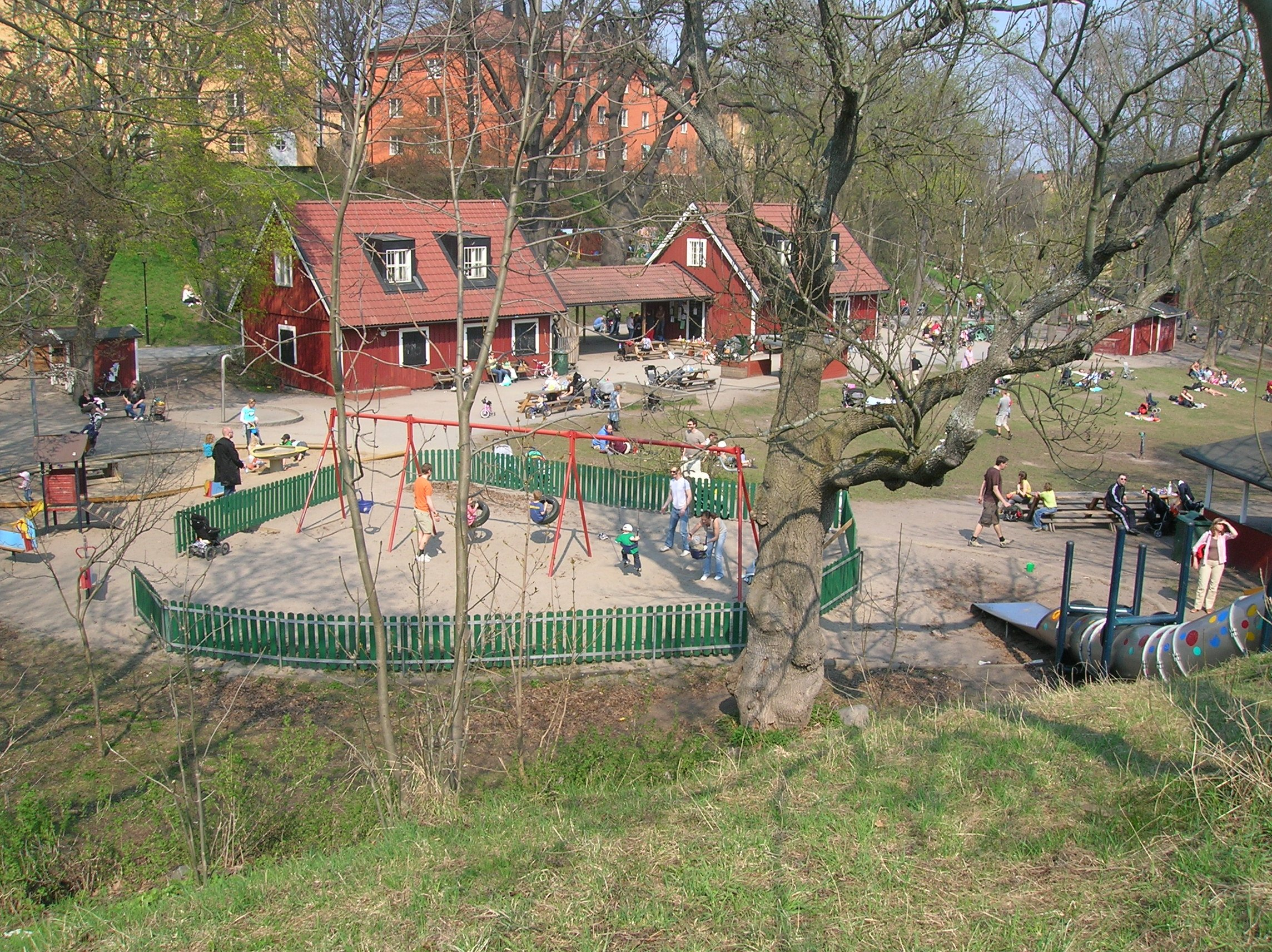
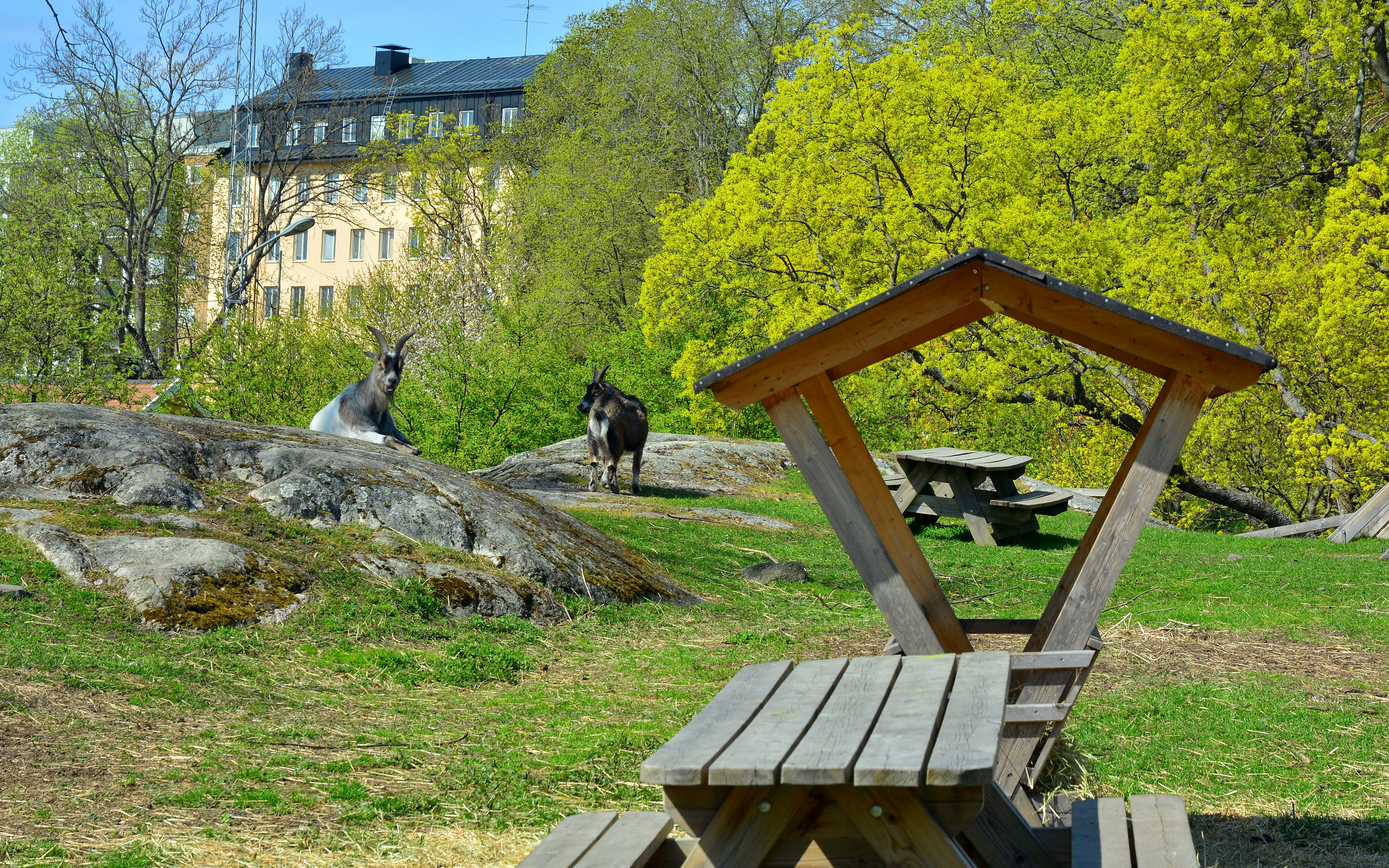